# Campanha Balcânica
A Campanha Balcânica da Primeira Guerra Mundial foi um conflito entre os Impérios Centrais, compostos por Bulgária, Alemanha e Áustria-Hungria de um lado, e dos Aliados da Primeira Guerra Mundial de outro, compostos por França, Rússia, Reino Unido, Romênia e Grécia.

## Visão geral
A causa imediata para o espoletamento da Primeira Guerra Mundial foi a hostilidade entre a Áustria-Hungria e a Sérvia, e algumas das primeiras batalhas da Grande Guerra deram-se entre estes dois países, com grandes confrontos entre o estado balcânico da Sérvia e sua poderosa vizinha do norte, a Áustria-Hungria. O reino dos Bálcãs conseguiu conter a potência austro-húngara por mais de um ano, antes de ser conquistada no final de 1915.
A diplomacia aliada foi capaz de fazer a Romênia entrar na guerra em 1916, mas esta investida mostrou-se desastrosa para os romenos. Logo depois que o país ingressou na disputa, uma força combinada de alemãs, austríacos, búlgaros e otomanos lançou uma rápida ofensiva que conquistou dois terços do país até dezembro de 1916. Os exércitos russos combinados aos dos romenos conseguiram apenas estabilizar a frente na Moldávia.
Em 1917, a Grécia entrou na guerra do lado aliado, e em 1918, o multinacional Exército do Oriente, baseado no norte do reino grego finalmente lançou uma ofensiva que fez a Bulgária capitular, recaptou a Sérvia, e só conseguiu ser impedida na fronteira húngara em novembro de 1918.

## Campanha Sérvia
O exército sérvio foi capaz de enfrentar o exército da Áustria-Hungria graças, em grande parte, ao fato de que os austro-húngaros tinham de concentrar suas forças na luta contra o imenso exército da Rússia.
Em 1915, a Áustria-Hungria, aliada à Alemanha, levou mais soldados à frente, e fazendo uso da diplomacia conquistou a Bulgária como aliada. Forças sérvias foram atacadas tanto ao norte quanto ao leste e foram forçadas a recuar. A recuada acabou fazendo com que o território sérvio ficasse desprotegido e os soldados seguissem para o norte da Grécia, continuando funcionais durante o resto da Grande Guerra.

## Campanha Romena
Antes do início da guerra, a Romênia era uma aliada da Áustria-Hungria, porém, assim como a Itália, recusou-se a ingressar na guerra em seu início. O governo romeno finalmente decidiu-se por apoiar os aliados da Entente em agosto de 1916, levada principalmente pelas promessas de anexação da Transilvânia. A guerra mostrou-se um completo desastre para a Romênia, e antes que o ano terminasse, a força conjunta de alemães, austríacos, búlgaros e otomanos já havia conquistado a Válaquia e a Dobruja, e capturado mais de metade dos combatentes do exército romeno como prisioneiros.
Em 1917, exércitos retreinados e rearmados por uma força expedicionária francesa comandando pelo General Henri Berthelot, mesmo com a desintegração do exército russo, foram capaz de conter o avanço alemão na Moldávia.
Em maio de 1918, depois do avanço alemão na Ucrânia e da assinatura do Tratado de Brest-Litovsk pela Rússia, a Romênia rendeu-se às forças dos Impérios Centrais, e não teve outra chance senão aceitar os termos do Tratado de Bucareste de 1918. Entretanto, a paz não duraria por muito tempo, já que com a ofensiva de Tessalônica, que tirou a Bulgária da guerra, a Romênia entrou novamente na guerra em 10 de Novembro de 1918.

## Campanha Búlgara
Depois do término das Guerras Balcânicas, a opinião pública da Bulgária voltou-se contra o Império Russo e as potências ocidentais, que a Bulgária sentiu que nada fizeram para ajudá-la. O governo alinhou o reino com a Alemanha e a Áustria-Hungria, mesmo que isso significasse uma aliança também com o Império Otomano, o tradicional inimigo da coroa búlgara. Mesmo assim, a Bulgária não tinha clamava mais por conquistar territórios otomanos, mas sim territórios tomados pela Sérvia, pela Grécia e pela Romênia (aliados de França e Reino Unido), ao final das Guerras Balcânicas. Ainda recuperando-se das guerras nos Bálcãs, a Bulgária passou o primeiro ano da Grande Guerra neutra, mas assim que a Alemanha prometeu restaurar as fronteiras do Tratado de San Stefano, o país, que tinha o maior exército entra as potências balcânicas, declarou guerra à Sérvia em outubro de 1915. Na seqüência, Reino Unido, França e Itália declararam guerra à "Prússia dos Bálcãs".
Mesmo que a Bulgária, aliada com alemães, austro-húngaros e otomanos, tenha conseguido várias vitórias militares contra Sérvia e Romênia e tenha ocupado boa parte da Macedônia (tomando Escópia em outubro) e retomado a Dobruja dos romenos em setembro de 1916, a guerra logo tornou-se impopular entre a população, que enfrentava enormes dificuldades econômicas. A Revolução Russa de 1917 teve grandes efeitos no país, e espalhou um sentimento anti-guerra e anti-monarquia entre os soldados e entre a população das cidades.
Em setembro de 1918, os sérvios, britânicos, franceses, italianos e gregos conseguiram romper as defesas na frente macedônica, e geraram revoltas entre as tropas búlgaras. O czar Fernando foi forçado a buscar a paz. Para conter os revolucionários, ele abdicou em favor de seu filho Bóris III. O exército foi desintegrado e as revoltas reprimidas, e de acordo com o Tratado de Neuilly (novembro de 1919) a Bulgária perdia sua costa no Mar Egeu para os países aliados (que depois a transfeririam para a Grécia), e aproximadamente todos os seus territórios na Macedônia para o novo estado da Iugoslávia, além de ter que devolver a Dobruja para os romenos.

## Frente Macedônica

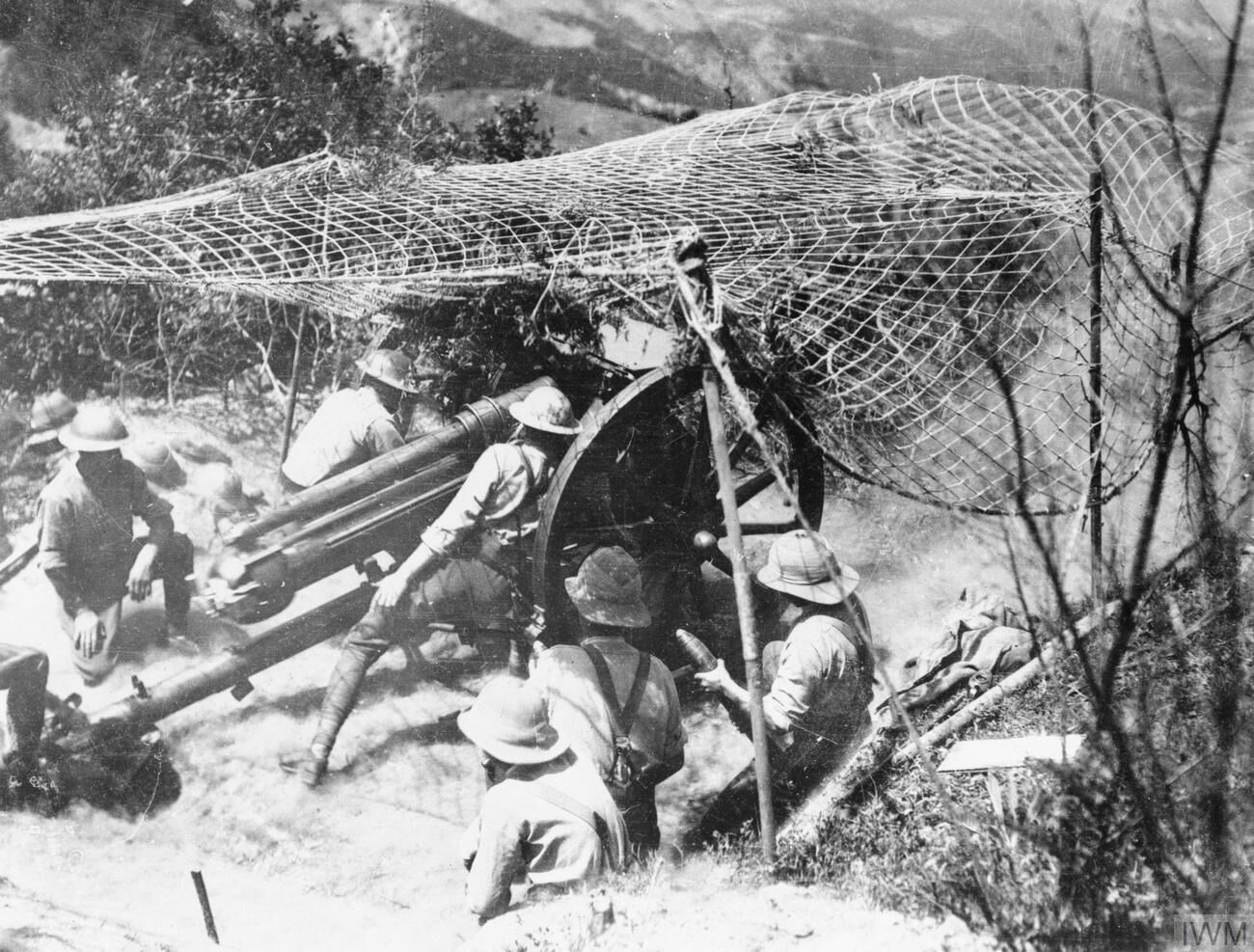
Forças britânicas na Frente Macedônica

Em 1915, os austríacos ganharam apoio militar da Alemanha e, com diplomacia, conquistaram a Bulgária como aliada. Forças sérvias foram atacadas e tiveram que recuar para a Grécia. A frente se estabilizou próxima à fronteira grega e o exército sérvios manteve-se operacional. Uma força expedicionária anglo-franco-italiana chegou à Salônica, e os generais alemães não deixaram os búlgaros tomarem a cidade, tentando persuadir os gregos a se juntarem às Potências Centrais. Três anos depois, este erro mostraria-se irreparável.
Em 1918, depois de longos períodos em confrontação, os Aliados, sob o comando do general francês Franchet d'Esperey lideraram uma força combinada de franceses, sérvios, gregos e britânicos que atacou a partir da Grécia. Foram as vitórias iniciais do general Franchet que forçaram o governo búlgaro a buscar a paz. Ele então atacou e derrotou os exércitos alemães e austríacos que tentaram contra-atacar e então recapturou toda a Sérvia em outubro de 1918, preparando-se em seguida para invadir a Hungria. A ofensiva foi cancelada apenas porque as lideranças húngaras ofereceram a rendição em novembro.

## Resultados
Enquanto os Aliados esperavam que a adição da Grécia e da Romênia fosse aumentar suas forças contra os Impérios Centrais, na verdade, ambos custaram mais à Entente em termos materiais, já que apenas assim puderam ser salvos da destruição de alemães, austro-húngaros e búlgaros.
Os russos tiveram que oferecer mais divisões e suprimentos aos romenos, para salvar os exércitos do pequeno país da destruição total. De acordo com John Kiegan, o general russo Alekseev estava muito decepcionado com as forças romenas e argumentou que elas drenariam as reservas russas, muito mais do que ajudariam na guerra. Alekseev estava correto.
Os franceses e britânicos mantiveram seis divisões cada na fronteira grega de 1916 até o final de 1918. Originalmente os franceses e britânicos foram à Grécia para ajudar a Sérvia, mas com a conquista deste no outono de 1915, suas presenças foram reduzidas. Por aproximadamente três anos, essas divisões não conseguiram nenhum feito notável, e apenas foram um peso a mais contra o exército búlgaro.
De fato, Keegan argumenta que "a instalação de um governo violentamente nacionalista e anti-turco em Atenas levou os gregos à mobilização pela 'Grande Grécia' - a recuperação do Império Grego a leste - que complicaria os esforços aliados para reinstalar a paz na Europa nos anos seguintes ao fim da Grande Guerra.